# La delgada línea amarilla

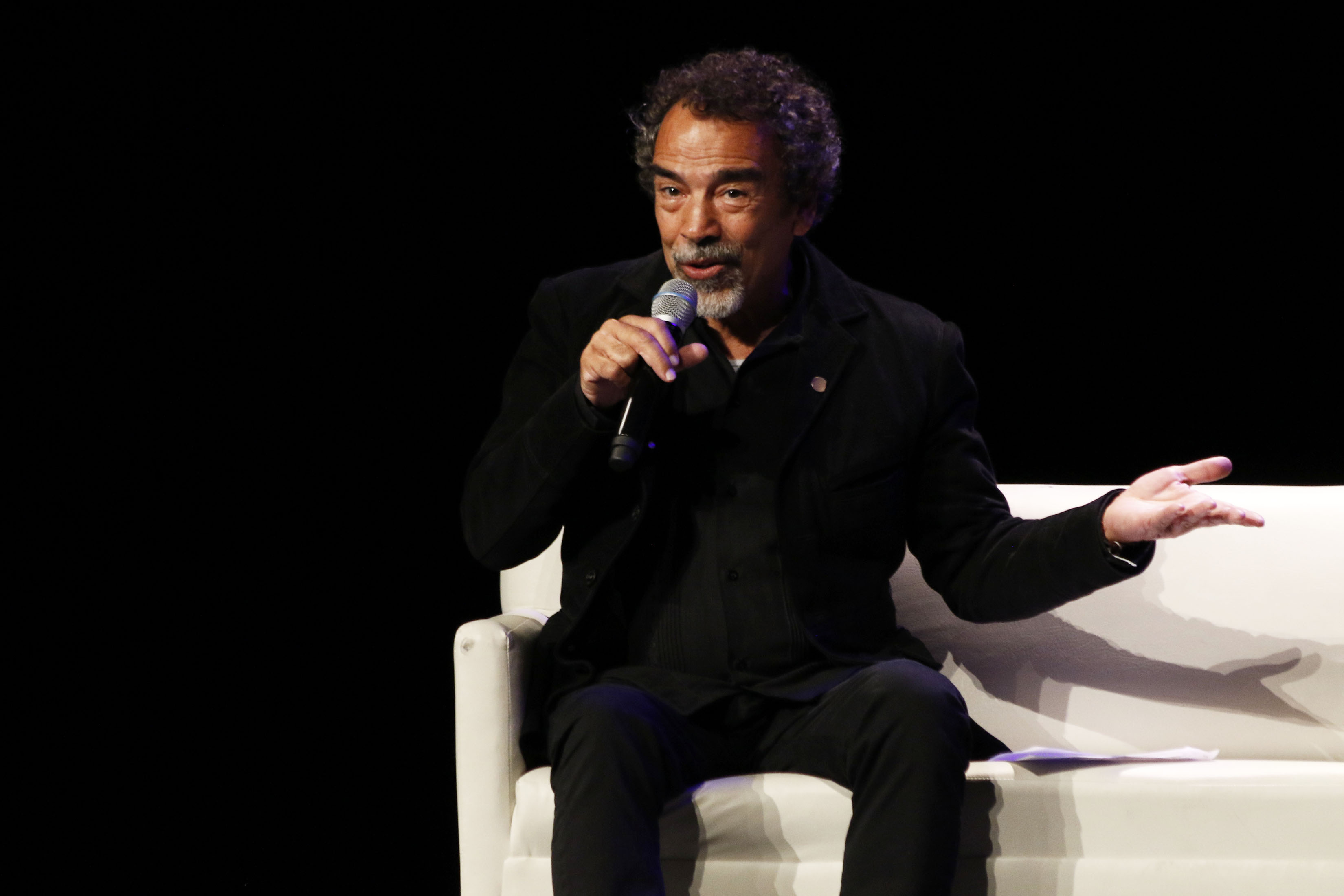
Damián Alcázar

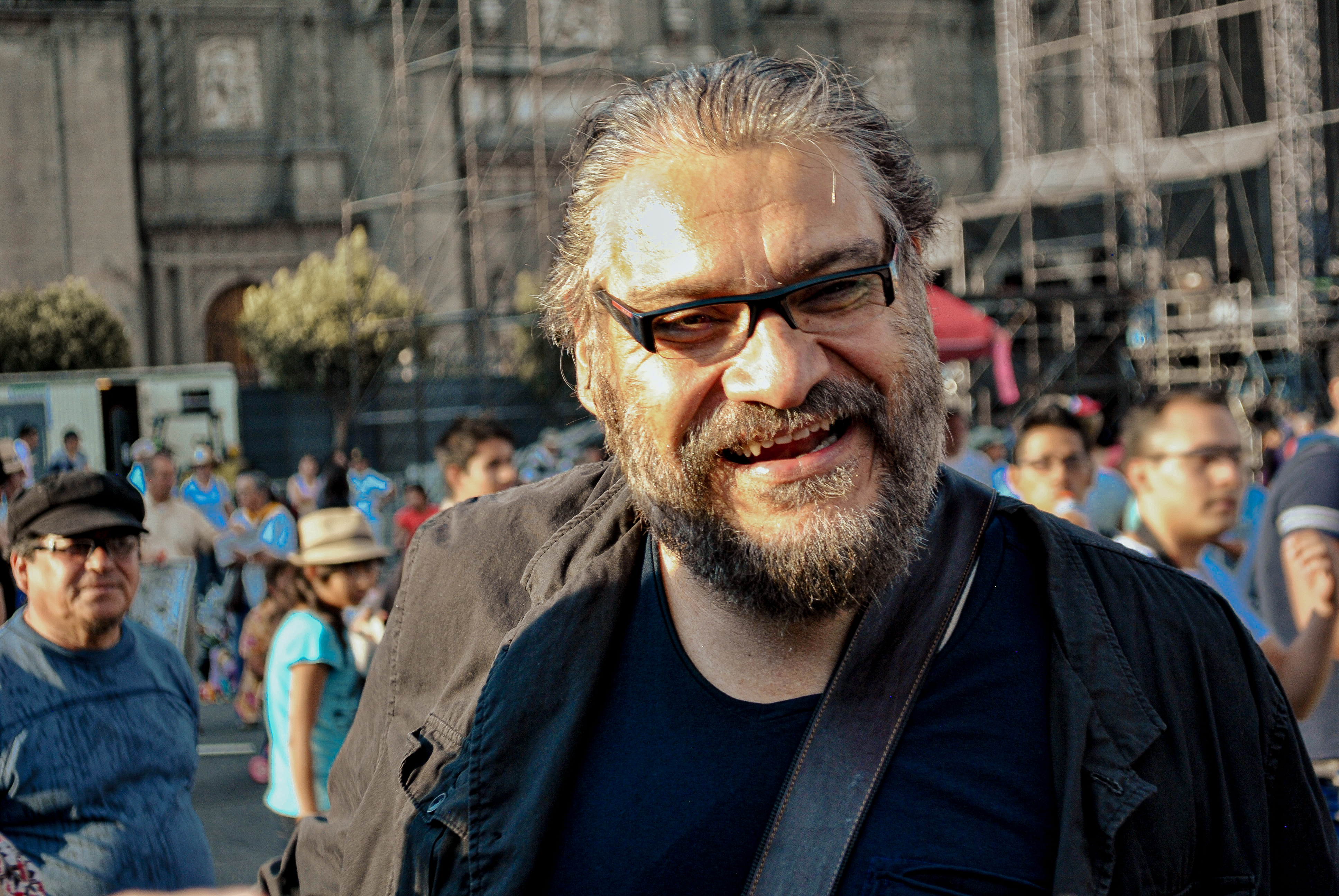
Joaquín Cosio

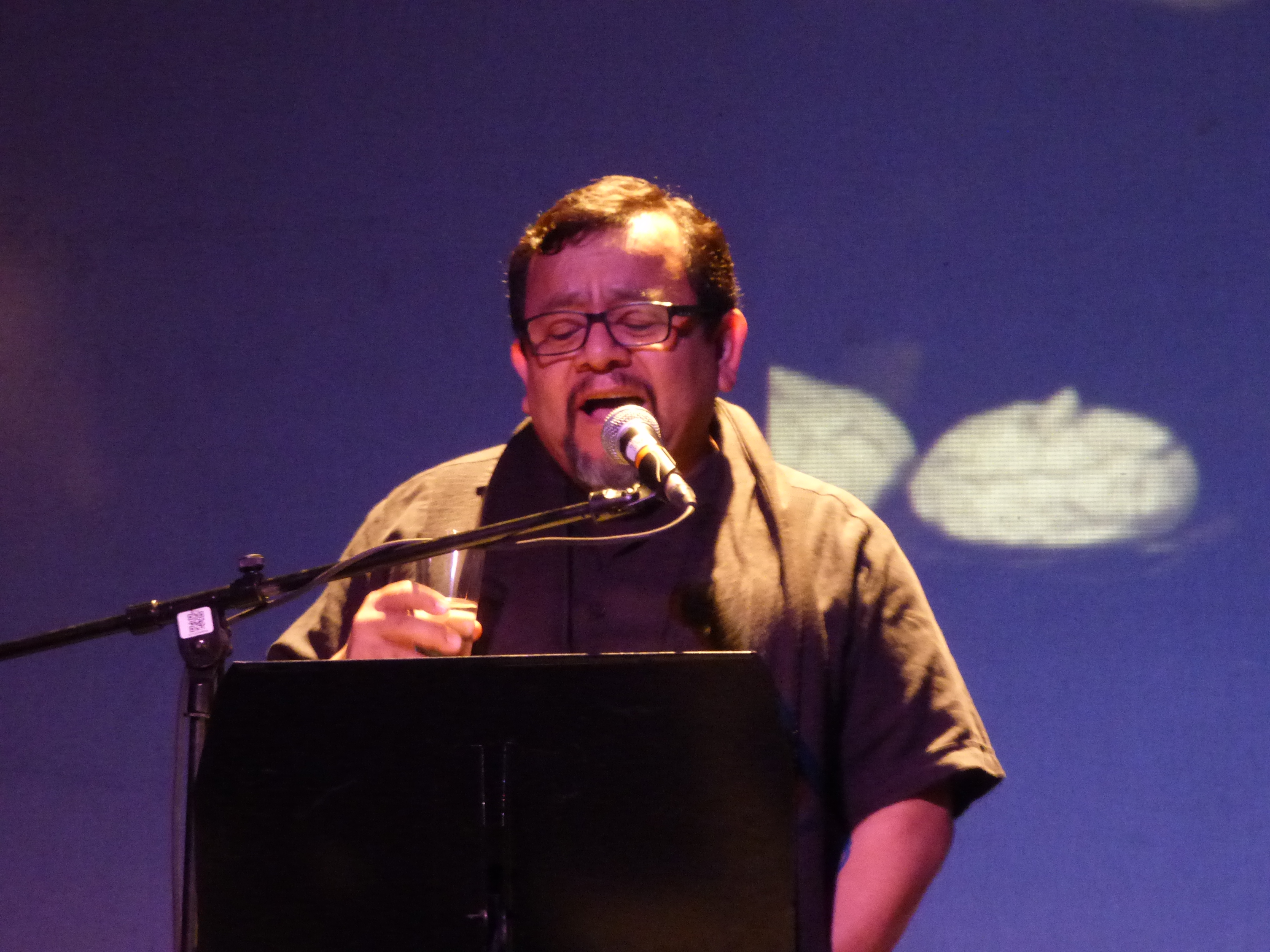
Silverio Palacios

La delgada línea amarilla es una película de carretera de comedia dramática mexicana de 2015 dirigida por Celso R. García. Fue una de las catorce películas preseleccionadas por México para competir en la 88.ª edición de los Premios Oscar en la categoría Mejor Película Extranjera, pero finalmente no fue escogida.

## Sinopsis
Se contratan a cinco hombres para pintar la línea central amarilla de una carretera que une dos ciudades mexicanas. Tienen que completar más de 200 kilómetros en menos de 15 días. Los cinco son varones solitarios y se han reunido por casualidad en esta obra. Se enfrentan a retos que cambiarán su vida para siempre.

## Reparto
- Damián Alcázar como Toño
- Joaquín Cosio como Gabriel
- Silverio Palacios como Atayde
- Gustavo Sánchez Parra como Mario
- Américo Hollander como Pablo
- Fernando Becerril como Ingeniero

## Recepción
En el sitio web agregador de reseñas Rotten Tomatoes, la película tiene una calificación de aprobación del 91%, basada en 11 reseñas, y una calificación media del 6.5/10.

## Premios y nominaciones
Fue estrenada en el Festival Internacional de Cine de Guadalajara. Tuvo mayor reconocimiento fuera que dentro de México. En la LVIII edición de los Premios Ariel tuvo 14 nominaciones, pero no ganó ningún premio. pero en la 46,ª edición de las Diosas de Plata tuvo nueve nominaciones y cinco premios (mejor dirección, película, coactuación masculina, edición y guion). En cambio, en la XXII Muestra de Cine Hispanoamericano de Cataluña ganó el premio al mejor largometraje y el premio del público. En el Festival Internacional de Cine de Montreal de 2015 ganó el premio Zenith de oro y bronce y el premio Glauber Rocha y en el Festival Internacional de Cine de Gijón ganó el Gran Premio Asturias a la mejor película, el premio al mejor guion y el premio especial del jurado.